# 李东潮
李东潮（1901年—1987年6月12日），男，直隶（今河北）安新人，中华人民共和国政治人物，曾任辽宁省政协副主席。